# (13627) Yukitamayo
(13627) Yukitamayo est un astéroïde de la ceinture principale.

## Description
(13627) Yukitamayo est un astéroïde de la ceinture principale. Il fut découvert le 15 novembre 1995 à Kitami par Kin Endate et Kazuro Watanabe. Il présente une orbite caractérisée par un demi-grand axe de 2,27 UA, une excentricité de 0,22 et une inclinaison de 5,9° par rapport à l'écliptique.

## Compléments